# Stefanie Yderström
Stefanie Erika Alicia Yderström (Östertälje, 23 aprile 1990) è un'ex cestista svedese.

## Carriera
Con la Svezia ha disputato due edizioni dei Campionati europei (2013, 2015).